# 大江健三郎賞
大江健三郎賞（おおえけんざぶろうしょう）は、講談社主催の文学賞。通称は大江賞。小説家の大江健三郎1人によって選考された。大江の作家生活50周年と講談社創業100周年を記念し、2006年に創設され、2007年から2014年まで計8回の施賞をもって終了した。

## 概要
- 選考基準／大江が、可能性、成果をもっとも認めた「文学の言葉」の作品を選び、受賞作とする。なお、選評の代わりとして、大江と受賞作家との公開対談を行い、「群像」誌上に掲載する（公募はしていない）。
- 賞／受賞作品の英語・フランス語・ドイツ語のいずれかでの翻訳、および世界での刊行。
- 対象作品／1月から12月までの1年間に刊行された作品を選考対象とする。

## 受賞作品
- 第1回（2007年） -  長嶋有 『夕子ちゃんの近道』（新潮社2006年4月刊、のち講談社文庫）
- 第2回（2008年） -  岡田利規 『わたしたちに許された特別な時間の終わり』（新潮社2007年2月刊、のち新潮文庫）
- 第3回（2009年） -  安藤礼二 『光の曼陀羅　日本文学論』（講談社2008年11月刊、のち講談社文芸文庫）
- 第4回（2010年） -  中村文則 『掏摸』（河出書房新社2009年10月刊、のち河出文庫）
- 第5回（2011年） -  星野智幸 『俺俺』（新潮社2010年6月刊、のち新潮文庫）
- 第6回（2012年） -  綿矢りさ 『かわいそうだね？』（文藝春秋社2011年11月刊、のち文春文庫）
- 第7回（2013年） -  本谷有希子 『嵐のピクニック』（講談社2012年6月刊、のち講談社文庫）
- 第8回（2014年） -  岩城けい 『さようなら、オレンジ』（筑摩書房2013年8月刊、のちちくま文庫）

## 書籍
『大江健三郎賞8年の軌跡 「文学の言葉」を恢復させる』講談社、2018年 - 大江による賞の設立趣旨「 「文学の言葉」を恢復させる」、大江による受賞作の選評、大江と受賞者による受賞記念対談がまとめられている。